# 1916 en Alberta
Chronologie de l'Alberta
- 1912
- 1913
- 1914
- 1915
- 1916
- 1917
- 1918
- 1919
- 1920

Cette page concerne des événements qui se sont produits durant l'année 1916 dans la province canadienne de l'Alberta.

## Politique
- Premier ministre :  Arthur Lewis Sifton du Libéral
- Chef de l'Opposition :
- Lieutenant-gouverneur : Robert George Brett
- Législature :

## Événements
- Adoption par l'Alberta de loi sur la prohibition d'alcool.
- Mise en service du Centre street bridge pont en béton armé situé à Calgary[1].

- 19 avril : droit de vote des femmes.

## Décès
- 27 juin : Daniel Webster Marsh, homme d'affaires et maire de Calgary.